# Taccaceae
Taccaceae is een botanische naam, voor een familie van eenzaadlobbige planten. Een familie onder deze naam wordt vrij algemeen erkend door systemen van plantentaxonomie.
De familie wordt ook erkend door het APG-systeem (1998), maar niet door het APG II-systeem (2003), dat de betreffende planten invoegt bij de familie Dioscoreaceae. Echter weer wel door de APWebsite [6 maart 2008].
Het gaat om een kleine familie van zo'n dozijn soorten kruidachtige planten, waaronder o.a. de vleermuisbloem (Tacca chantrieri) valt.